# 新视野号

新視野號當前的位置

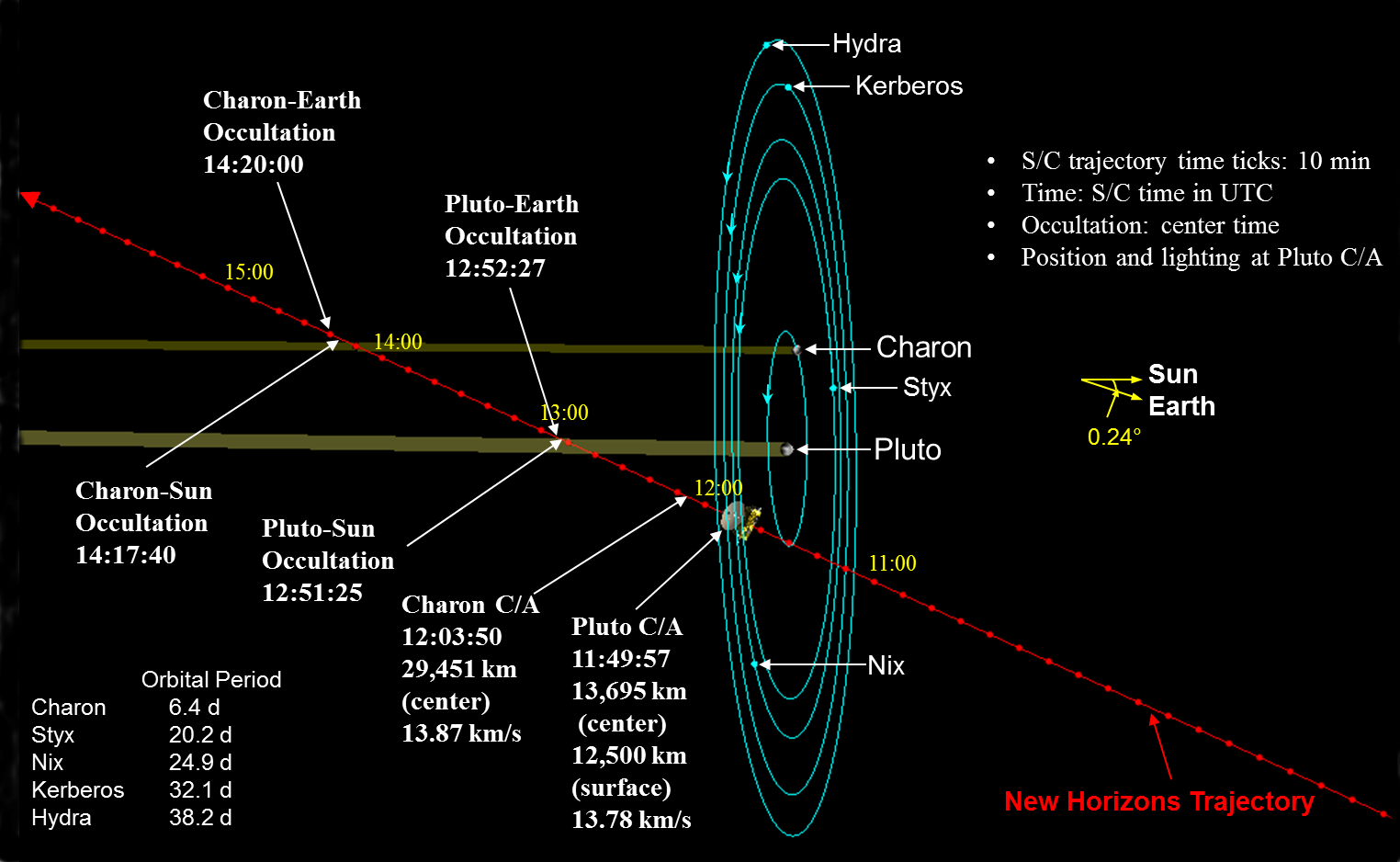
新視野號於2015年7月14日掠過冥王星時的飛行路徑

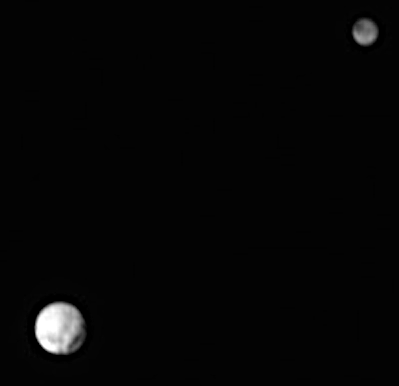
新視野號於2015年6月29日拍攝的冥王星－冥衛一系統

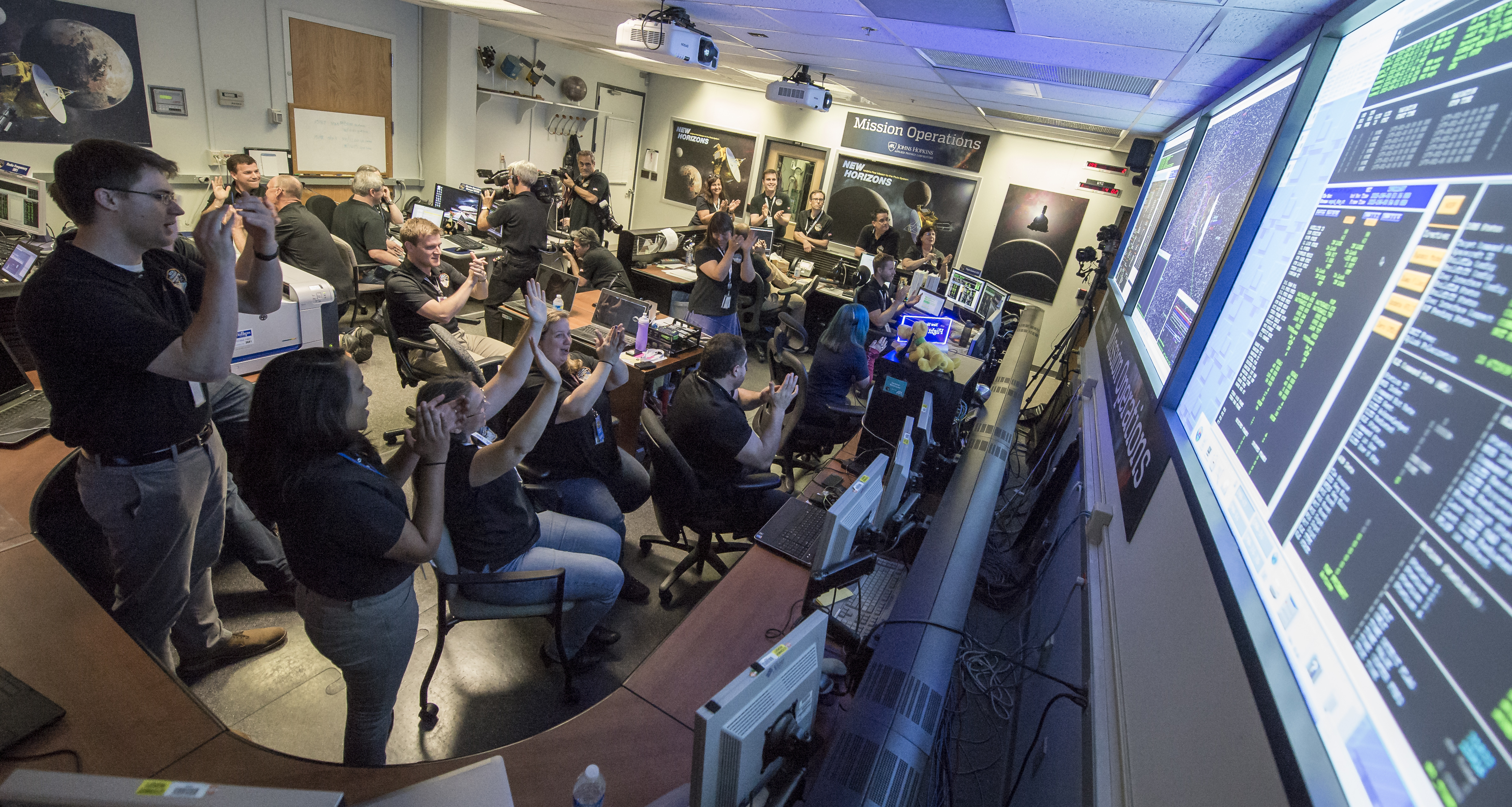
美國國家航空暨太空總署科學家慶祝新視野號順利飛越冥王星。

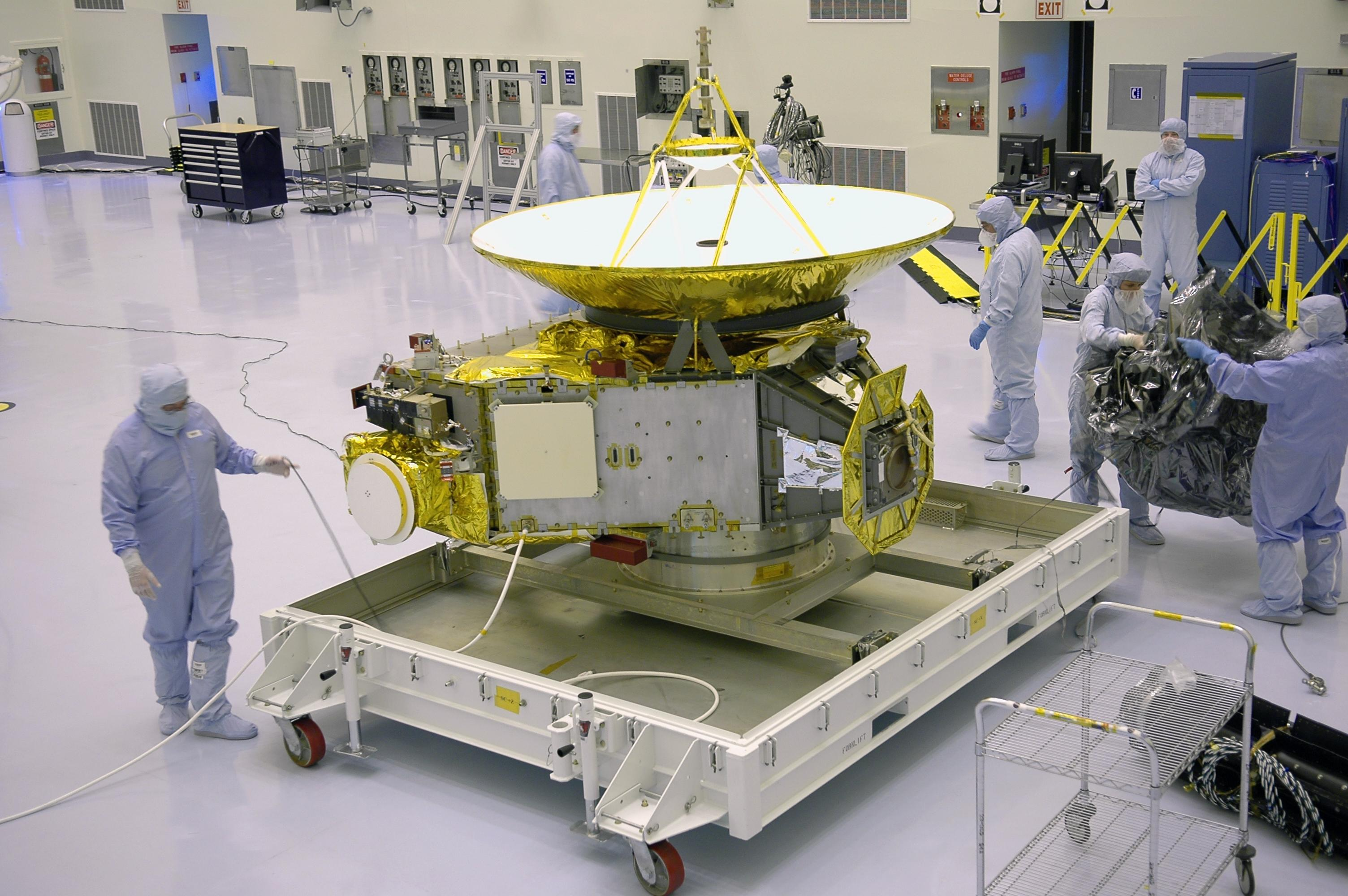
發射前的新視野號。

新視野號（英語：New Horizons），是美國國家航空暨太空總署發射前往冥王星的星際探測器，為新疆界計畫之一部分。這艘星際探測器是約翰·霍普金斯大學應用物理實驗室（APL）和美國西南研究院（SwRI）設計，由阿蘭·斯特恩領導的團隊執行的任務。該太空探測器於2006年發射，主要任務是在2015年飛越冥王星系統進行研究，次要任務是在接下來的十年中飛越並研究一個或多個其它古柏帶天體，這成為對(486958) 天空的任務。它是第五個以達到離開太陽系所需逃逸速度發射的太空探測器。
2006年1月19日，新視野號由阿特拉斯V火箭從卡納維拉角太空軍基地發射，速度約為16.26 km/s（10.10 mi/s；58,500 km/h；36,400 mph）直接進入地球和太陽逃逸軌跡。這是有史以來從地球發射的最快（相對於地球的平均速度）的人造物體。但這並不是太空探測器有記錄以來的最快速度，截至2023年，派克太陽探測器的速度才是最快的。
在與小行星(132524) APL短暫相遇後，新視野號前往木星，於2007年2月28日最接近時的距離為2.3 × 106（1.4 × 106英里）。飛越木星提供了重力助推，提高了新視野號的速度；這次飛越還對新視野號的科學儀器的功能進行了全面測試，傳送回關於木星大氣層、衛星和磁層的數據。
之後，除了短暫的年度檢查，巡航的大部分時間都在冬眠模式中度過，以保護船上的系統與科學儀器。2014年12月6日，新視野號在與冥王星遭遇前重新上線，儀器開始運作。2015年1月15日，新視野號開始接近冥王星。
在世界時2015年7月14日11:49，它從距離冥王星表面12,500 km（7,800 mi）飛掠而過，當時距離太陽34天文單位，使其成為第一個探索這顆矮行星的太空探測器。2016年8月，據報導新視野號的飛行速度超過84,000 km/h（52,000 mph）。在世界時2016年10月25日21:48，新視野號傳送回飛越冥王星的最後一筆記錄的數據。完成了飛越冥王星的任務之後，新視野號被操縱飛越古柏帶天體的小行星486958（當時被暱稱為「Ultima Thule」，中文譯為「天涯海角」）。飛掠發生在2019年1月1日當時它距離太陽43.4 AU（6.49 × 109 km；4.03 × 109 mi） 。2018年8月，美國國家航空暨太空總署引用了新視野號上「Alice：紫外線成像光譜儀」的研究結果，證實在太陽系外緣存在「氫牆」。早在1992年，航海家計畫的兩艘太空探測器就首次探測到了這堵「牆」。美國國家航空暨太空總署宣佈，將延長新視野號的運作時間直到該航天器離開古柏帶，預計將在2028年至2029年之間。 

## 歷史

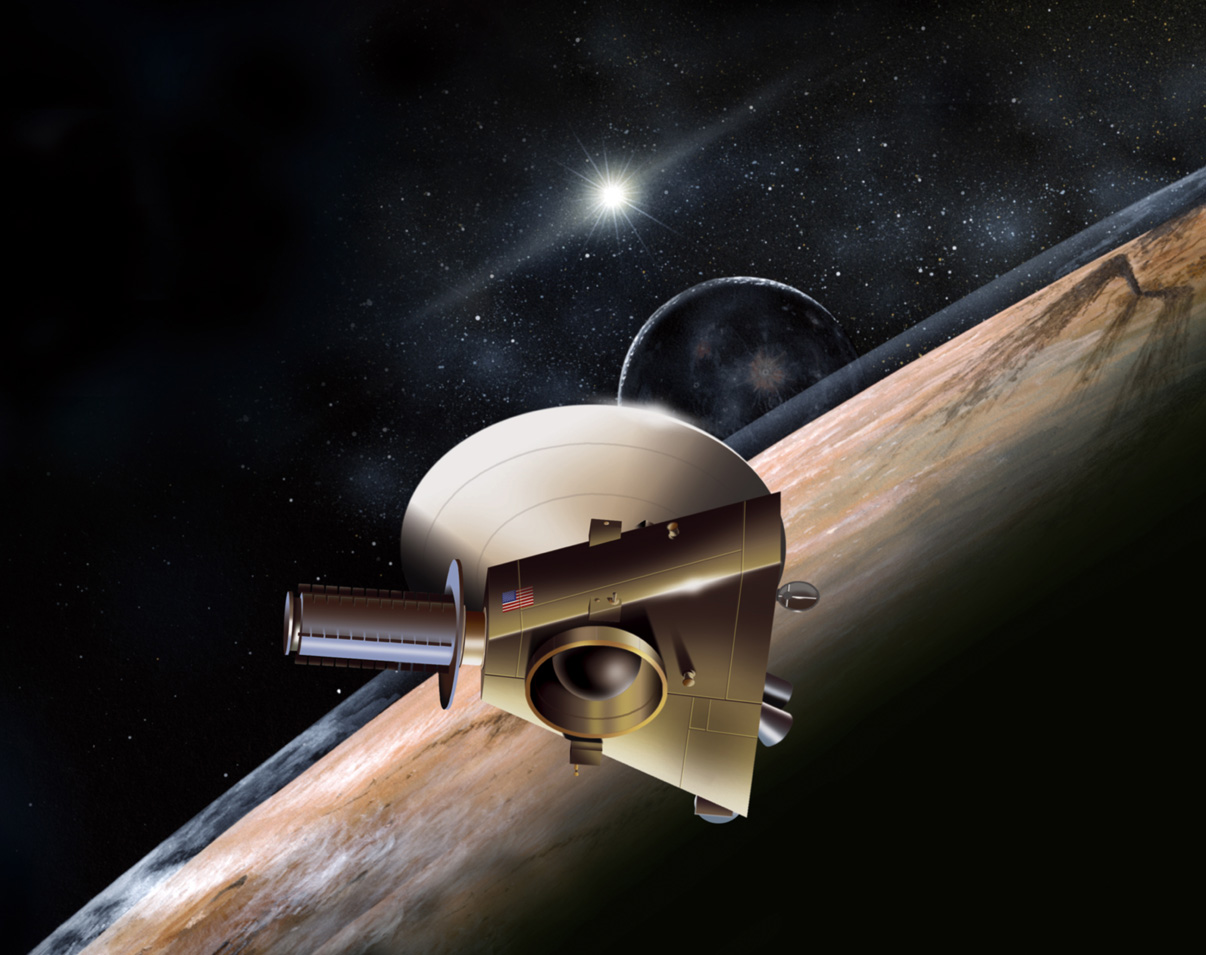
新視野號探測器的早期藝術概念。此一任務由應用物理實驗室的阿蘭·斯特恩領導，最終成為第一次前往冥王星的任務。

1992年8月，JPL科學家羅伯特·斯泰爾致電冥王星發現者克萊德·湯博，請求允許訪問他的星球。湯博後來回憶道：「我告訴他，歡迎他去，儘管他要去一次漫長而寒冷的旅行。」。這一呼籲最終導致了一系列計畫中的冥王星任務，最終導致了新視野號的出現。
應用物理實驗室太空部門負責人Stamatios“Tom”Krimigis是新疆界計畫競賽的眾多參賽者之一，於2000年12月與阿蘭·斯特恩組成了「新視野」團隊。斯特恩被任命為該項目的首席研究員，克裏米吉斯將其描述為「冥王星任務的化身」。新視野號在很大程度上是基於斯特恩自「冥王星350」以來的工作，並涉及「冥王星-古柏快車」的大部分團隊。
新視野號的提案是正式提交給美國國家航空航太局的五個提案之一，它後來被選為兩個入圍者之一，並於2001年6月接受為期三個月的概念研究。另一個入圍者POSSE（冥王星和外太陽系探索者）是由科羅拉多大學博爾德分校提出的一個獨立但相似的冥王星任務概念，由首席研究員拉裡·W·埃斯波西托領導，並得到噴射推進實驗室、洛克希德·馬丁和加州大學的支持。
然而，APL除了得到戈達德太空飛行中心和史丹佛大學的「冥王星-古柏快車」開發人員的支持外，處於優勢；他們最近為美國國家航空航暨太空總署會合-舒梅克號，並於當年早些時候成功進入愛神星周圍的軌道，隨後在科學和工程上大張旗鼓地降落在這顆小行星上。
2001年11月，新視野號做為「新疆界計畫」的一部分，被正式選定為資助對象。然而，由布希政府任命的新任美國國家航空航太暨太空總署署長肖恩·奧基夫並不支持新視野號，並通過不將其納入美國國家航空暨太空總署2003年的預算，而有效地取消了它。美國國家航空暨太空總署科學任務局副局長ed Weiler促使斯特恩遊說為新視野號提供資金，希望該任務能出現在行星科學十年調查中，這是一份由美國國家研究委員會編制的優先「願望清單」，反映了科學界的意見。
經過一場為新視野號爭取支持的激烈運動，《2003-2013年行星科學十年調查》於2002年夏天出版。在中等規模的科學界中，新視野號項目被認為是最優先的項目；在前往月球甚至木星的任務之前。威勒表示，這是「（他的）政府不會抗爭」的結果。該報告發表後，特派團的資金終於到位，斯特恩的團隊終於能够開始建造探測器及其儀器，計畫於2006年1月發射，並於2015年抵達冥王星。愛麗絲·鮑曼成為任務運營經理（MOM）。

## 任務簡介

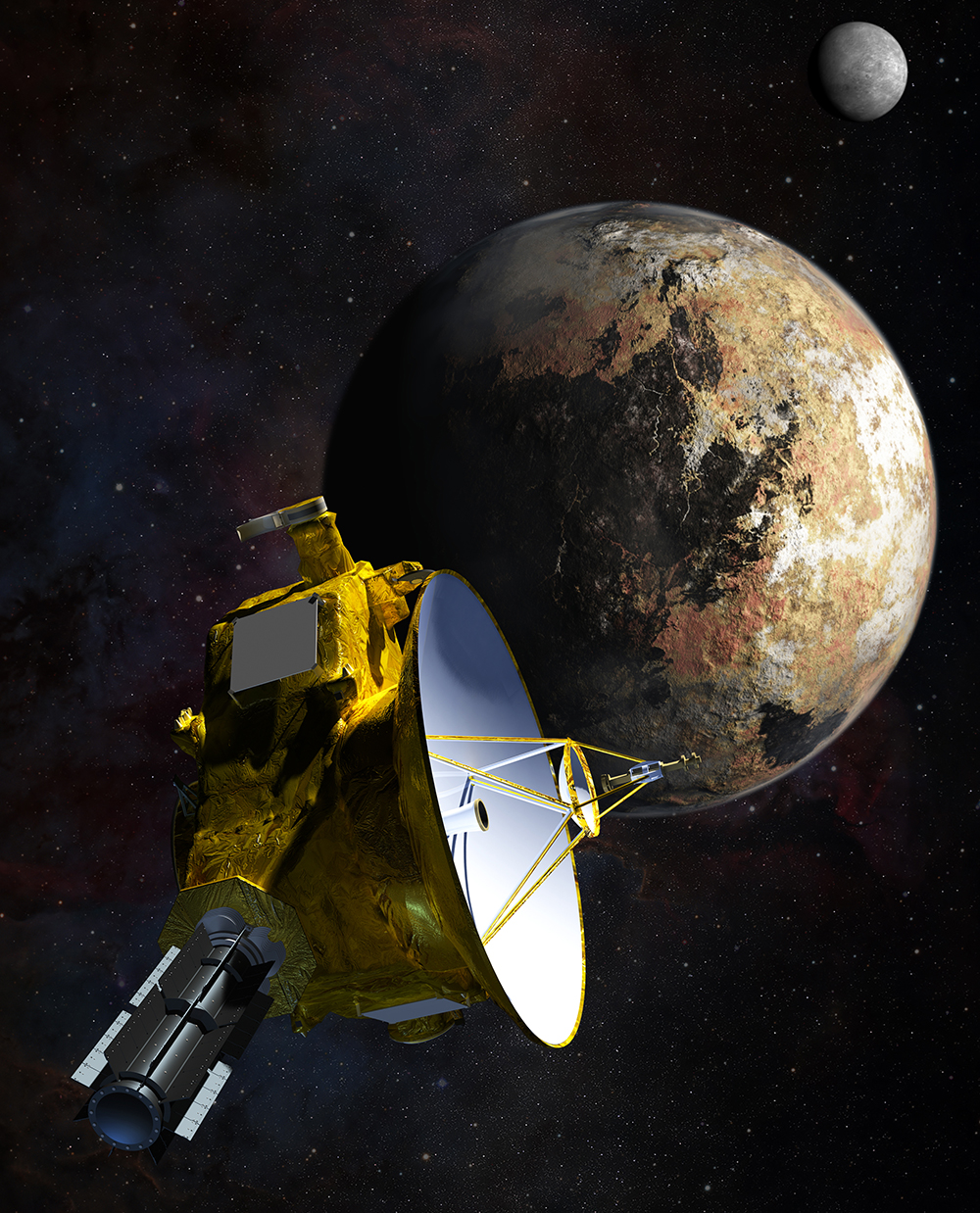
藝術家對新視野號與冥王星系統近距離接觸的印象

新視野號是美國國家航空暨太空總署新疆界計畫中的第一個任務，比「發現計畫」更大、更貴，但比「旗艦任務」的計畫更小。該任務的成本，包括探測器和儀器開發、運載火箭、任務操作、資料分析和教育/公眾文宣，在15年內（2001-2006年）約為7億美元。該探測器主要由美國西南研究院和約翰霍普金斯大學應用物理實驗室建造。此次任務的首席研究員是西南研究院的阿蘭·斯特恩（前美國國家航空暨太空總署副局長）。
在與運載火箭分離後，由馬里蘭州霍華德郡應用物理實驗室的任務運行中心（MOC）進行總體控制。這些科學儀器在科羅拉多州博爾德市的克萊德·湯博科學操作中心（T-SOC）進行操作。導航在各個承包商的設施中進行，而導航位置數據和相關天體參考系由美國海軍天文台旗桿站和NASA的JPL提供。
KinetX是新視野號導航團隊，負責在航天器向外太陽系加速時規劃軌跡調整。巧合的是，海軍天文台旗桿站是發現冥王星的衛星卡戎的攝影地點。海軍天文台本身離發現冥王星的洛厄爾天文台不遠。
新視野號最初計畫前往太陽系中唯一一顆未經探索的行星。當新視野號發射時，冥王星仍然被歸類為行星，後來被國際天文學聯合會（IAU）歸類為新分類的矮行星。新視野號團隊的一些成員，包括阿蘭·斯特恩，不同意國際天文學聯合會的定義，仍然將冥王星描述為第九顆行星。冥王星的衛星尼克斯（英語：Nix）和許德拉（英語：Hydra）也與航天器有聯系：它們名字的第一個字母（N和H）是「新視野」（英語：New Horizons）的首字母縮寫。這些衛星的發現者之所以選擇這些名字，除了是因為這個原因，還有尼克斯和許德拉與神話中的冥王星的關係。
除了科學設備外，還有幾件文物隨新視野號一起旅行。這些包括存儲在光碟上的434,738個人名的集合，一塊縮尺複合體公司的「太空船1號」，「尚未探索」的美國郵政郵票，和一面美國國旗，以及其他紀念品。
大約30克（1盎司）克萊德·湯博的骨灰被放在飛船上，以紀念他在1930年發現冥王星。為了紀念人類的探索，佛羅里達州的一枚美國50州25美分紀念幣，被做為正式設計的裝潢重量。因為「冥王星」的名字是威妮夏·伯尼在還是11歲的小孩子在發現冥王星後提出並獲得命名的，因此其中一個科學儀器（塵埃計數器）以她的名字命名。

## 目標

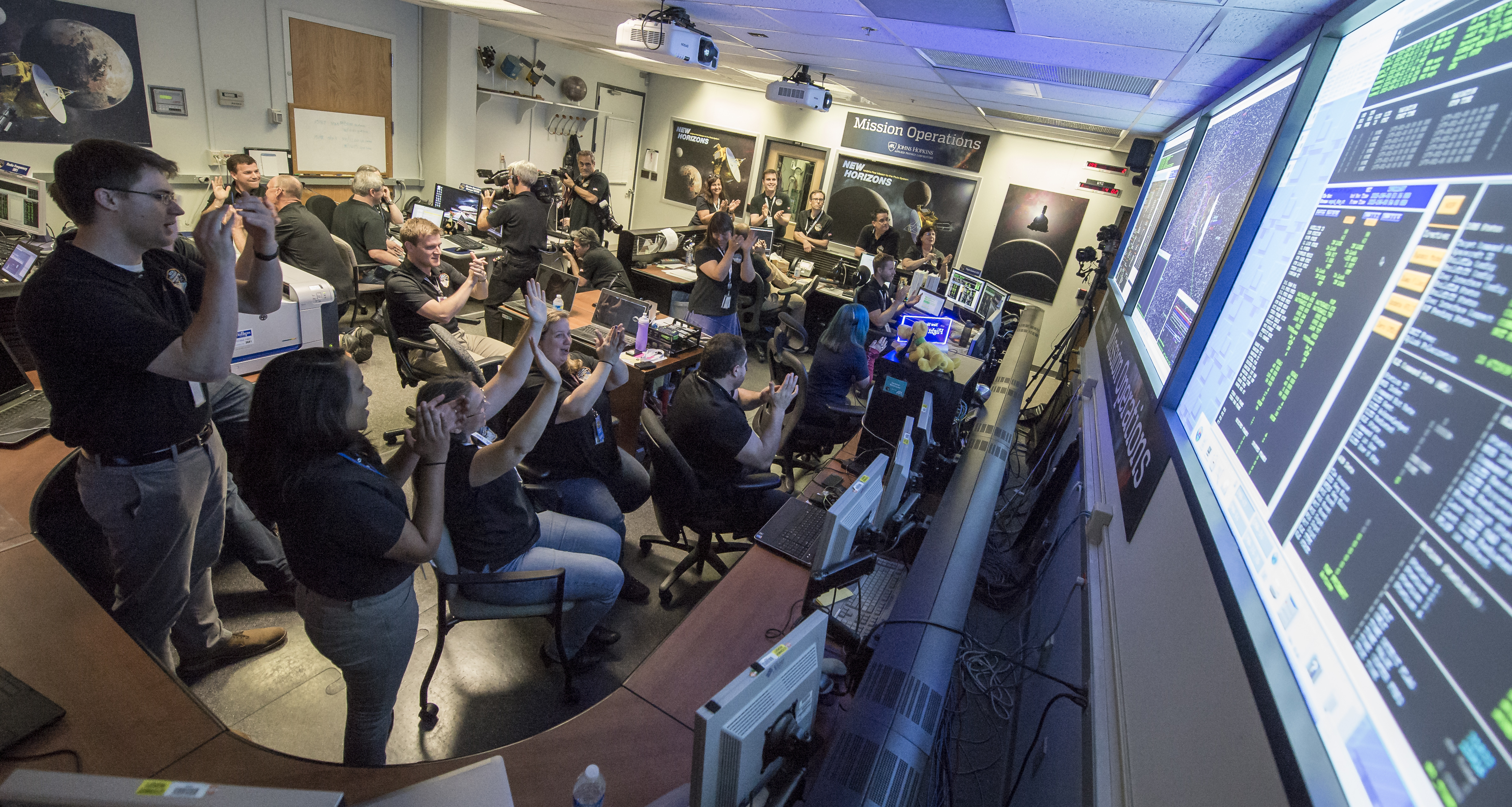
位於馬里蘭州勞雷爾的應用物理實驗室的任務操作視圖（2015年7月14日）。

此次任務的目標是瞭解冥王星系統、古柏帶的形成以及早期太陽系的轉變。新視野號將收集冥王星及其衛星的大氣層、表面、內部和環境的數據，它還將研究古柏帶中的其它天體。『相比之下，新視野號在冥王星收集的數據是水手在紅色星球收集的數據的5,000倍。』。
特派團試圖回答的一些問題是：冥王星的大氣層是由什麼組成的，它是如何表現的？它的表面是什麼樣子的？有大型地質構造嗎？太陽風粒子是如何與冥王星的大氣層相互作用的？
具體而言，任務的科學目標是：
- 繪製冥王星和卡戎的表面組成圖
- 描述冥王星和卡戎的地質和形態
- 描述自然的冥王星大氣層及其逃逸率
- 尋找卡戎周圍的大氣
- 繪製冥王星和卡戎的表面溫度圖
- 尋找冥王星周圍的環和其他衛星
- 對一顆或多顆古柏帶物體進行類似調查

## 設計和施工

### 太空探測器子系統

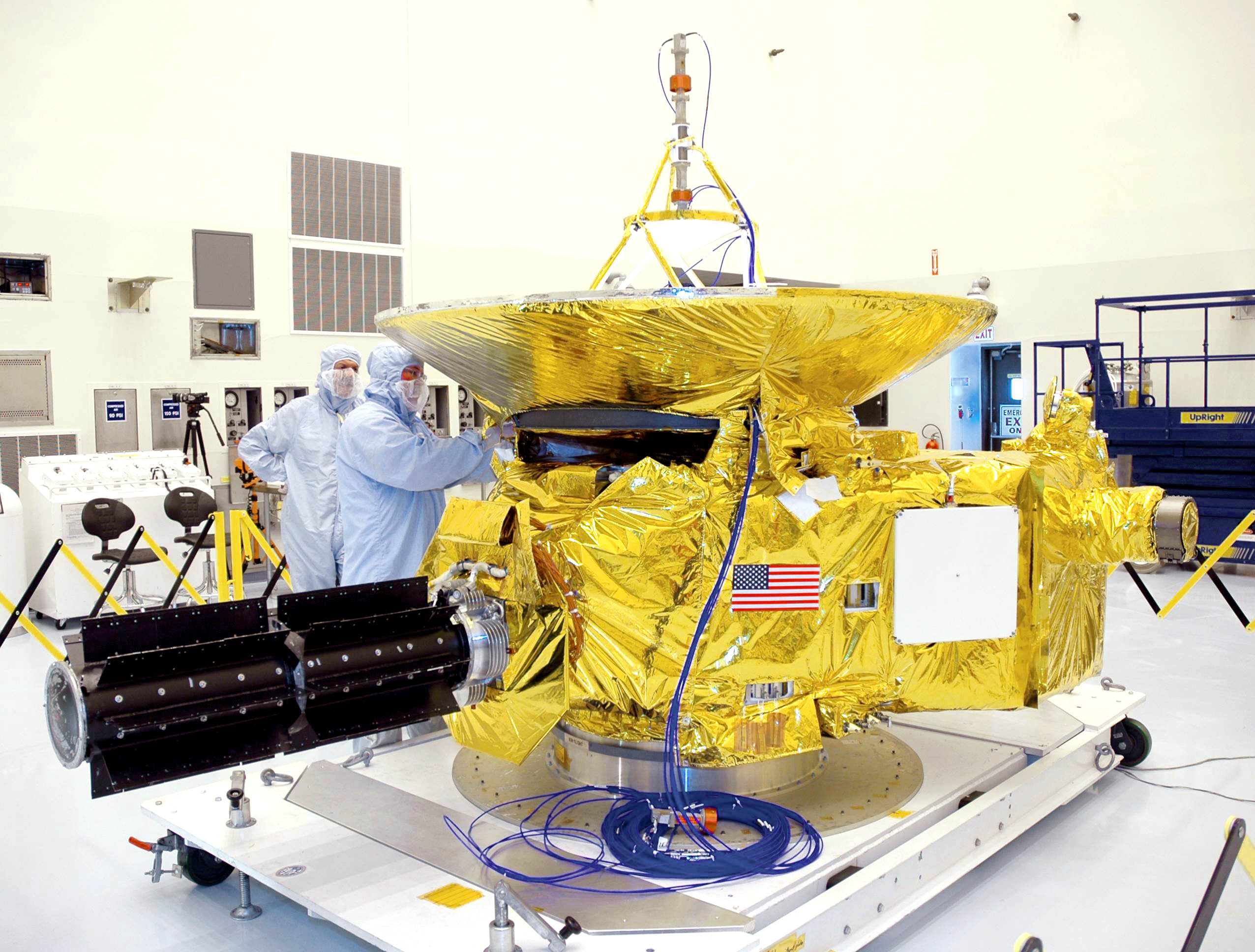
2005年，甘迺迪太空中心的一家工廠裏的新視野號

新視野號的大小和總體形狀與大鋼琴相當，並被比作粘在雞尾酒酒吧大小的衛星天線上的鋼琴。作為出發點，團隊從尤利西斯號太空船中獲得了靈感，它還攜帶了一個放射性同位素熱電機（RTG）和一個結構上的盒中盒碟形物穿過外太陽系。許多子系統和組件具有APL的太空飛行器輪廓號的傳統，而它又繼承自APL的TIMED飛行器。
新視野號的主體形成一個三角形，幾乎厚0.76米（2.5英尺）（「先鋒號」具有六邊形空心體，而「航海家」、「伽利略號」、卡西尼-惠更斯號則具有十邊形空心體。）。一根7075鋁合金管構成了主結構柱，位於「後方」的運載火箭轉接器環和固定在「前方」扁平側的{2.1米（6英尺11英寸）無線電碟形天線之間。鈦燃料箱在這個管子裏。RTG與一個類似灰色金字塔或腳凳的4面鈦支架相連。
鈦提供了强度和隔熱性。三角形的其餘部分主要是粘合到鋁蜂窩芯的薄鋁面板（小於1⁄64英寸或0.40 mm）的夾層板。這個裡面有空的空間結構，強度比嚴格要求的要大。該結構被設計為起到輻射硬化遮罩的作用，减少RTG的電子的輻射干擾引起的誤差。此外，旋轉新視野號所需的質量分佈，需要一個更寬的三角形
內部結構塗成黑色，通過輻射熱傳遞來均衡溫度。總的來說，新視野號被完全覆蓋以保持熱量。與「先鋒」和「航海家」不同，無線電波碟也被包裹在延伸到身體的毯子中。當新視野號在外太陽系時，來自RTG的熱量為其新增了熱量。在太陽系內部，航天器必須防止過熱，因此電子活動受到限制，電力被轉移到帶有散熱器的分流器，百葉窗被打開以輻射多餘的熱量。當新視野號在寒冷的外太陽系中被動巡航時，百葉窗關閉，並聯調節器將電力重新路由到加熱器。

#### 推進和姿態控制
新視野號具有完全由單組元聯氨控制的自旋穩定（巡航）和三軸穩定（科學）兩組模式。一個77（170磅）的內部油箱提供了發射後超過290 m/s（1,000 km/h；650 mph）的額外delta-v。氦被用作增壓劑，彈性體隔膜有助於排出。在飛越木星的軌道上，太空探測器的在軌質量（包括燃料）超過470（1,040磅），但如果選擇直飛冥王星的備案，則僅為445（981磅）。值得注意的是，如果採用備用方案，這將意味著以後在古柏帶工作時的燃料會减少。
新視野號上有16個推進器：4個4.4 N（1.0 lbf） 和12個0.9 N（0.2 lbf）垂直進入冗余的分支中。較大的推進器主要用於軌道校正，較小的推進器（以前用於「卡西尼號」和「航海家號」太空探測器）主要用於太空探測器姿態控制和上旋/下旋機動。兩架恆星照相機被用來量測太空探測器的姿態。它們安裝在太空探測器的表面，在自旋穩定或三軸模式下提供姿態資訊。在恆星相機讀數之間，太空探測器的方向由雙冗餘微型慣性量測單元提供，每個單元包含三個固態陀螺儀和三個加速度計。兩個阿德科爾（Adcole）太陽感測器提供姿態確定，其中一個量測與太陽的夾角，另一個量測自轉速率和計時。

#### 功率

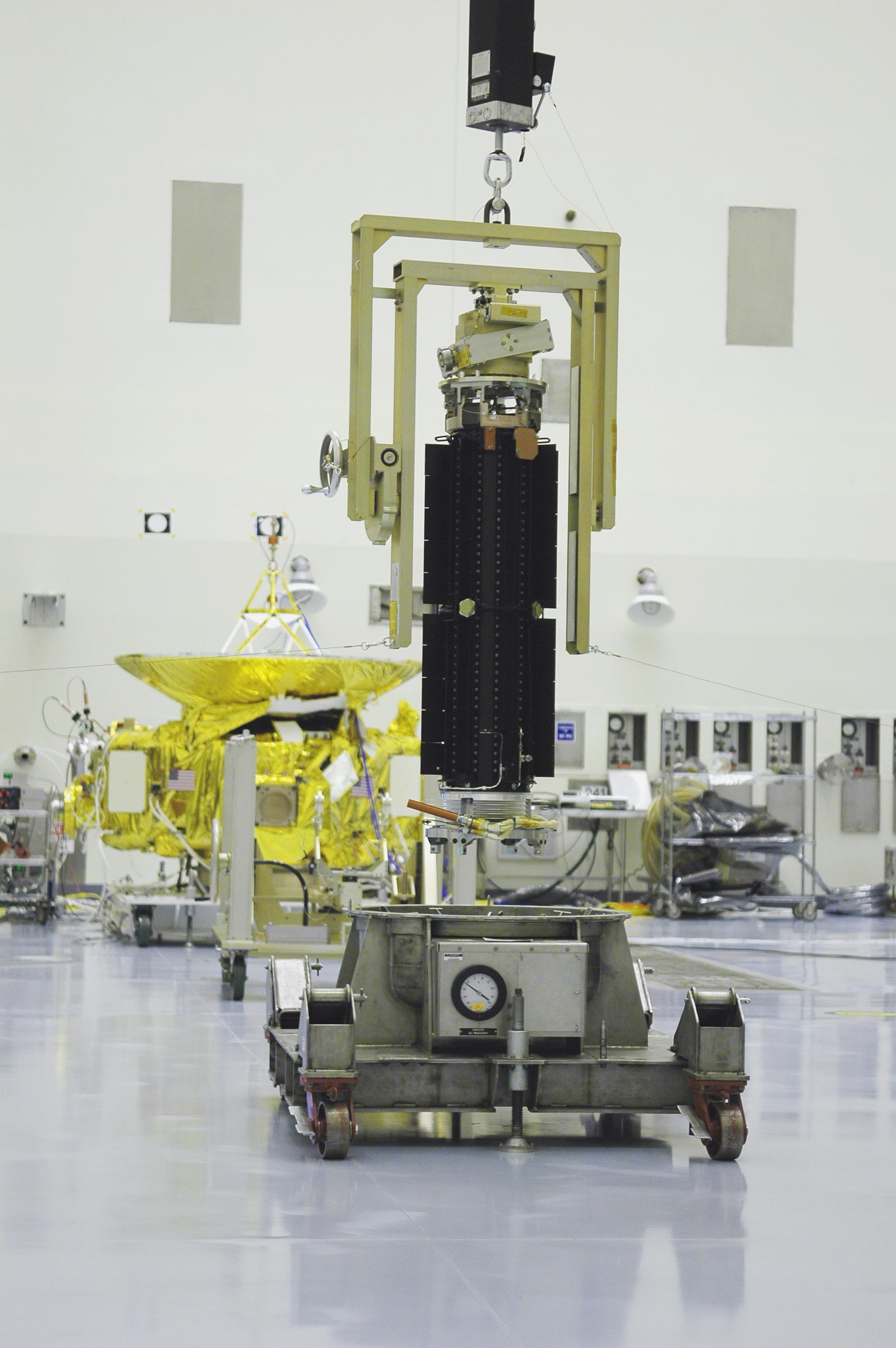
新視野號的 RTG。

圓柱形放射性同位素熱電機（RTG）從三角形的一個頂點在三角形的平面中突出。RTG 提供245.7 W發射時的功率，預計每年將下降約3.5 W，到2015年與冥王星系統相遇時衰减到202 W，在2030年代將因衰减和太遠，將無法為發射機供電。由於RTG輸出是可預測的，並且負載瞬態由電容器組和快速斷路器處理，因此沒有車載電池。截至2019年1月，RTG的功率輸出約為190 W。
RTG的型號為「GPHS-RTG」，最初是「凱西尼」任務的備件。 RTG含有9.75（21.5磅）的鈽-238氧化物顆粒。每個顆粒都包在銥中，然後包裹在石墨外殼中。 它是由美國能源部在資料和燃料綜合體開發的，該綜合體是愛達荷國家實驗室的一部分。RTG最初的設計需要10.9（24磅）鈽，但由於美國能源部的延誤，包括安全活動，導致鈽生產延遲，因此生產了一個功率低於最初設計目標的裝置。必須修改任務參數和觀測順序，以適應功率降低的情况；然而，並不是所有的儀器都能同時工作。出於安全考慮，能源部於2002年將太空電池項目從俄亥俄州轉移到阿貢。
RTG中的放射性鈽含量約為卡西尼-惠更斯號探測器1997年發射時的三分之一。卡西尼號發射時遭到了多個組織的抗議，因為一旦發生事故，大量的鈽有可能釋放到大氣中。因為船上有一個RTG，美國能源部估計，發生向大氣釋放輻射的發射事故的幾率為1/350，並對此次發射進行了監測。據估計，船上的鈽完全擴散的最壞情况是將產生相當於北美背景輻射年平均劑量80%的等效輻射擴散到半徑為105 km（65 mi）的區域。

#### 飛行電腦
新視野號攜帶兩個電腦系統：指揮和資料處理系統以及制導和控制處理器。這兩個系統總共四台電腦，系統中的每一個都為冗餘複製。其飛行電腦使用的處理器是Mongoose-V，是MIPS R3000CPU的12MHz輻射强化版本。在硬體和軟體中實現了多個冗餘時鐘和定時常式，以幫助防止故障和停機。為了節省熱量和質量，太空探測器和儀器電子設備一起安裝在IEM（集成電子模塊）中。每個IEM包含9個模板，包括儀器和無線電電子等其他功能。探測器的軟體在Nucleus RTOS作業系統上運行。
有兩次「安全」事件，使太空探測器進入安全模式：
- 2007年3月19日：指揮和資料處理電腦出現了無法糾正的記憶體錯誤，並重新啟動，導致太空探測器進入安全模式。太空船在兩天內完全恢復，雖然丟失了木星磁尾的一些資料，但預計不會對隨後的任務產生影響[59]。
- 2015年7月4日：在飛船接近冥王星的過程中，由於指揮科學操作的過度分配，引發了CPU安全事件。幸運的是，這艘飛船能够在兩天內恢復，對其任務沒有重大影響。因此，美國國家航空暨太空總署的科學家减少了對該航天器的科學操作次數，以防止未來與冥王星接近期間可能發生的事件[60][61]。

#### 電信和資料處理

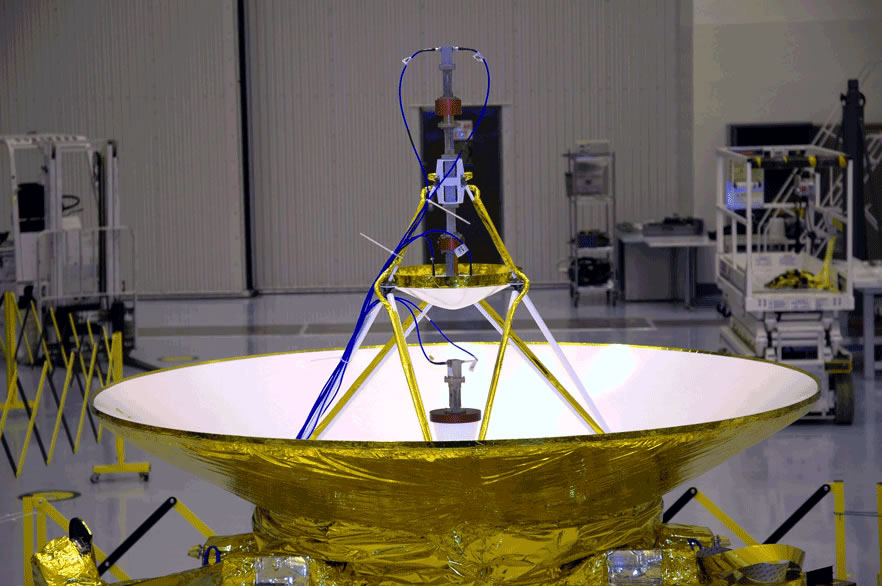
新視野號的天線附帶一些測試設備。

## 背景

### 新視野號
- 位于冥王星附近时的功率：228瓦特
- 位于冥王星时数据传输率：768bps
- 发射时间：2006年1月19日
- 计划耗资：5.5亿美元

新視野號號原定於2006年1月17日美國東岸時間下午1時24分，在美國佛羅里達州卡納維拉爾角空军基地第41發射臺發射，但因地面強風和負責該項目之霍普金斯大學应用物理实验室的控制中心突然停電兩度推遲昇空。至1月19日美國東岸時間下午2時00分，卡納維拉爾角上空雲層逐漸散去，氣候條件適合發射，新視野號號終在原定發射昇空時間遲半小時後，順利點火發射昇空。45分鐘後脫離第三段火箭，離開地球引力，朝木星飛去。其航程途經木星，借用木星引力加速，然後直奔冥王星。它在2015年7月14日最為接近冥王星。

#### 發射窗口
2006年1月11日至2月14日之間一段發射窗口時間內，發射一枚探測船飛往冥王星。於2007年2月經過木星，利用木星引力加速直奔冥王星，已於2015年7月到達，全程需時九年多。

#### 載具

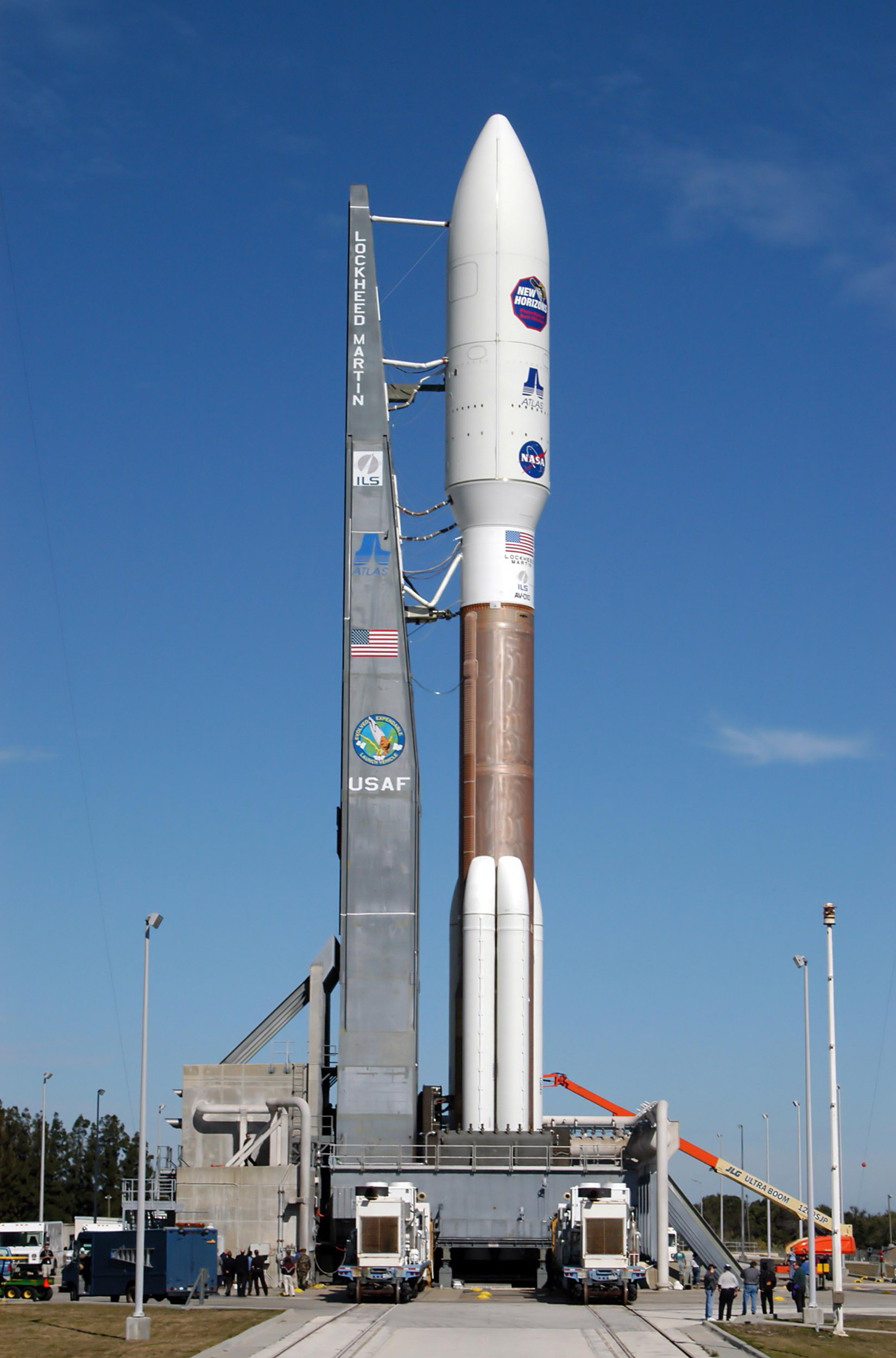
新視野号被安装在擎天神V-551型上等待升空

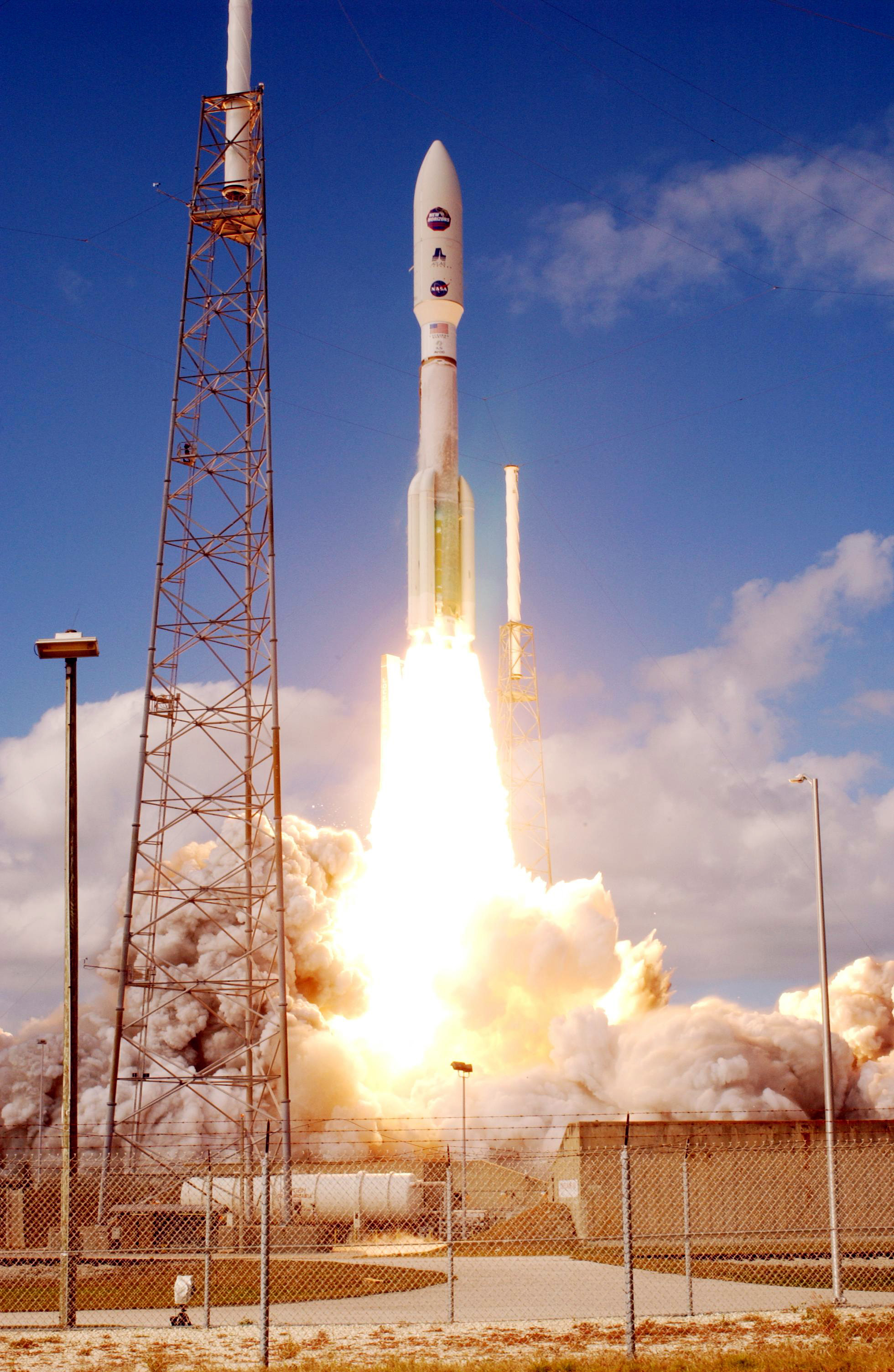
新視野号發射升空

新視野号探測船以美國擎天神V551型火箭攜帶，在美國佛羅里達州卡納維拉爾角空軍基地發射站發射，將探測器推出外太空，再由半人馬座（Centaur）火箭送入繞地軌道，最後由星48B型（STAR 48B）固體燃料火箭衝出地球引力，飛向冥王星。
新視野号將成為人類有史以來最快速的人造飛行物體，它飛越月亮繞地球軌道不用九個小時，到達木星引力區只須13個月時間，相對1960年代“阿波罗”登月任務相同航程要飛行三天時間，“伽利略號 (Galileo)”飛抵木星亦需四年時間而言，“新視野号”航速可謂十分驚人。

#### 第二次发射窗口
新視野号探測船若未能在2006年2月2日前發射，而在2月14日發射窗口限期前出發，則探測船就不能經過木星，而需直接飛往冥王星。因未能借助木星重力加速，故需較長飛行時間，最快要2018年才能到達。錯過今次發射窗口，下一次將會是2007年2月2日至15日。探測船直飛冥王星，已在2019年到達。

#### 到達冥王星
探測船在2015年3月（即到達前四個月）開始收集冥王星及它的卫星冥衛一的資料。2015年7月14日，探測船最接近冥王星。探測船在冥王星南半球約9,600公里（六千英哩）處高速掠過。而凱倫當時在冥王星另一側，探測船需經過冥王星後，回頭再探測凱倫。探測船飛離冥王星後，觀察工作持續十個星期。而一切對冥王星的探測於九個月後結束，觀察記錄都傳送回地球。

#### 柯伊伯带任务
在探測過冥王星後，探測船會前往位於柯伊伯带直徑約40公里至90公里的天體。探測船已在2016年進入柯伊伯带。
2015年8月，2014 MU69 被選為新视野号於2019年1月飛掠探測的天體。該探測器於2019年1月1日穿越。

## 探測船的設計與結構
整個新視野號探測船的設計，是按照美國太空署近年推行小型化、低成本，及多功能的指引而製成。全艘探測船分為三個主要部分：即動力系統，包括提供全艘探測船所有電力的核能電池，以及調節探測船位置的引擎。通訊系統，包括高增益天線及低增益天線，是與地球保持聯絡的裝置。科學平台，是安裝所有探測儀器的地方，提供有效使用儀器的工作環境，以及保護脆弱的儀器。

### 動力系統

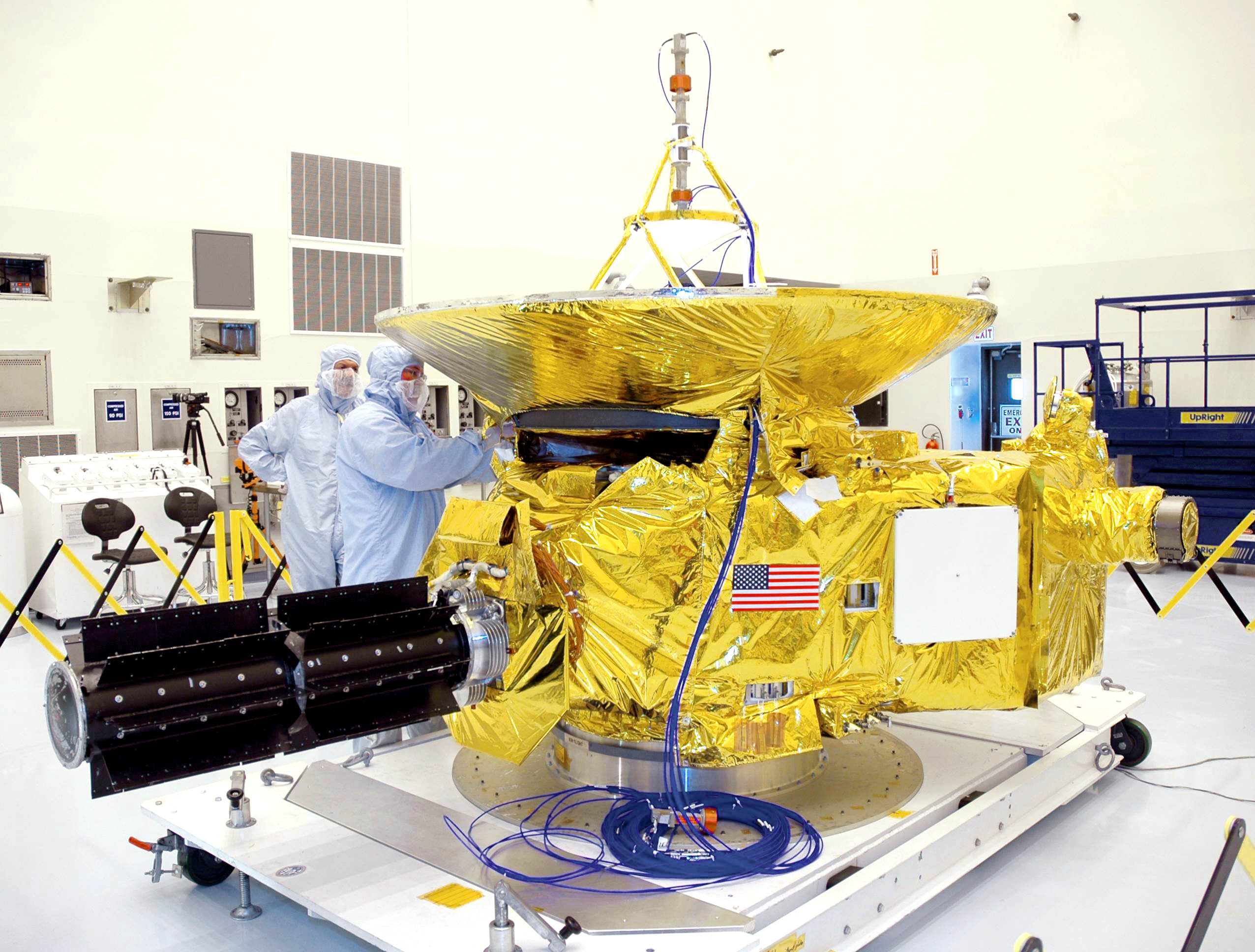
新視野号在装配车间内

全艘新视野探測船的動力皆來自兩台核能電池 - 放射性同位素熱電機（RTG），這台發電機利用放射性同位素二氧化鈽自然衰變時所釋放出來的熱能，以電熱隅形式發電。由於冥王星距離太陽太遠，陽光由太陽去到冥王星需要四小時，在冥王星附近能接受的太陽能只及地球千分之一，探測船無法利用太陽能產生充夠的能量供活動所需，因此核能電池是唯一的選擇。為避免放射線傷及電子儀器，所以必須降低電力（僅228瓦特）。其實，所有外太陽系探測船都採用相同的設計，包括“卡西尼號”探測船。
探測船有一台引擎提供轉向動力，用以調節探測船相位，在差不多十年多航行時間之間，可以修正飛向冥王星的軌道。當探測船接近冥王星時，要調校船身以便所有探測儀指向冥王星。當飛越過冥王星之後，又要調校船身以便觀察凱倫，待完成探測後，又要再轉校船身，使高增益天線指向地球，將收集到的數據送回地球。這個設計是由於預算所限，“新视野”探測船不可以像它的前輩“航海家”一、二號一樣，使用旋轉式平台，可以較簡單的執行指令，而只能以調節船身相位這個較複雜方法來完成任務。

### 通訊系統
新視野號探測船安裝了一隻直徑2.1米（83英吋）的高增益天線，能夠與地球的深空網路保持聯繫，接收來自地球的指令，以及將收集得到的科學資料輸送回去地球。另外安裝在高增益天線正上方的是低增益天線，是高增益天線的後備，以備不時之須。高增益天線有兩條頻帶收發訊號，頻譜寬濶，上傳下載速度高，相比之下，低增益天線只有一條窄頻帶，效率較低，但是在緊急情况之下，可以頂替高增益天線的工作。該碟型天線也能充當屏障，擋下迎面來的碎屑、微粒，不會損及天線功能而保護設備。

### 科學平台

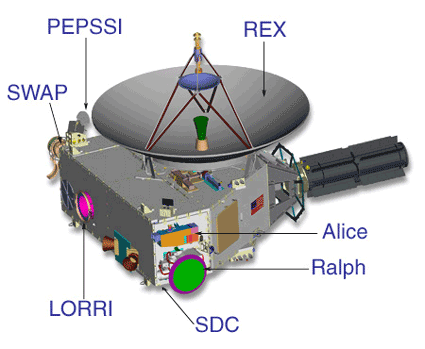
科学平台设备图

新視野號探測器本身像一個倒置三角形，三角形尖部延出部分為核動力裝置，三角形平面一方則為通訊裝置，而三角形本身就是安裝所有探測儀器的科學平台。探測船載有七種科學探測儀器，它們分別是：

### 拉爾夫望遠鏡

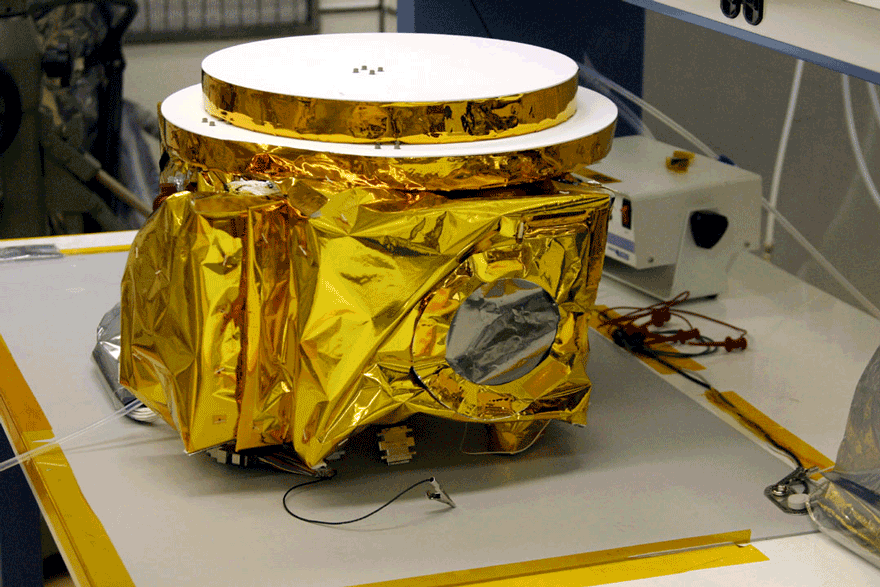
拉爾夫望遠鏡和彩色照相機。

拉爾夫望遠鏡，口徑75 mm，是組成新視野號的冥王星探測遙感調查（PERSI）中的兩個攝影儀器之一，另一個儀器是愛麗絲（Alice）。拉爾夫有兩個獨立的頻道： MVIC（Multispectral Visible Imaging Camera），是具有寬帶和彩色通道的可見光CCD成像儀；以及LEISA（線性標準成像光譜陣列），是一種近紅外成像光譜儀。LEISA源自地球觀測-1太空探測器上的一個類似儀器。
拉爾夫是依據《蜜月客》中，愛麗絲的丈夫的名字命名，愛麗絲也是依此命名。
在2017年6月23日，美國國家航空暨太空總署宣佈，已將LEISA儀器更名為「莉沙·哈達韋紅外測繪光譜儀」，以紀念於2017年1月去世，享年50歲的貝爾航天科技公司的拉爾夫專案經理莉沙·哈達韋。
首席研究員：阿蘭·斯特恩），西南研究所

#### 電波科學實驗
電波科學實驗（Radio Science Experiment, REX）實際上是一組安裝在通訊系統內的電路板，主要是穩定由地球傳過去的下載訊號，確保資料不會遺失，是一組非常重要的裝置。而另一個作用，就是用作外太空電波科學實驗，測試有關遠距離通訊技術。REX接收由美國太空署的深空網路傳過來的訊號，然後將訊號經由高增益天線傳回返地球，科學家比較前後同一個訊號的差別，就能了解知道當中因為太陽風、輻射源、磁力場及重力波所產生的影響，求得出有關數據。
當探測船飛到冥王星的後面，接收或傳返地球的訊號都會穿越過冥王星的大氣，電波會被大氣中的氣體分子的重量、高度及溫度的不同而有所改變。REX將這些改變了的訊號記錄下來，然後傳返地球，有助了解冥王星大氣層、遊離層的結構、壓力、及温度。REX還有一種輻射計的工作模式，可以量度微弱的冥王星自己發射出來的電波。當探測船飛越冥王星之後，這些測量可以準確提供冥王星背向太陽一面的温度資料。

#### 紫外線成像光譜儀
紫外線成像光譜儀（Alice）能測量由冥王星及凱倫輻射或反射出來的紫外線，得出冥王星及凱倫大氣、地表的組成、分佈、温度的裝置。Alice有兩種工作模式，一為探測大氣光模式，是當探測船接近及離開冥王星時使用，直接量度由冥王星及凱倫的大氣輻射或反射出來的紫外線，是較多時間使用的工作模式。另一種模式是測量掩食光模式，是當探測船飛過冥王星之後，進入冥王星日蝕陰影區時，即被冥王星星體遮掩太陽光的地方，利用量度透過冥王星大氣的太陽光，求得大氣的成份、温度、及濃度的分佈。

#### 長距離探測成像儀
長距離探測成像儀（Long Range Reconnaissance Imager, LORRI）為探測船提供詳細的空間資料，即是探測船本身在航行中精確的位置。從觀察特定的星體，比較有關資料，得出探測船在某一點精細準確的位置及相位，從而指令探測船作出相應的調整。
成像儀有一支直徑20.8厘米（8.2吋）的鏡頭，同樣以CCD電荷藕合裝置成像。結構相比於Ralph影像及紅外線成像儀/分光計簡單得多，全組儀器並無濾鏡及活動部份。當飛臨冥王星時，成像儀同時拍攝冥王星表面影像，精細度為100米乘100米，大小略大于一個足球場面積。

#### 太陽風分析儀
太陽風分析儀（Solar Wind Around Pluto, SWAP）是分析在冥王星附近由太陽吹過來的粒子─太陽風，可以探測到冥王星是否有磁場。若而是有磁場存在，就可以得知它的範圍、強弱，以及冥王星大氣中氣體粒子逃逸的速度。

#### 離子質譜儀
離子質譜儀（Pluto Energetic Particle Spectrometer Science Investigation, PEPSI）是用來測量冥王星陽離子與中性粒子組成、同位素組成等的裝置。從觀察冥王星大氣層頂部的中性粒子被太陽風所激化，而逃離冥王星大氣層的現象，可以推算出冥王星大氣的化學成份。

#### 「威妮夏·伯尼」宇宙塵分析儀
「威妮夏·伯尼」宇宙塵分析儀（Venetia Burney Student Dust Counter, VBSDC）是由美國科羅拉多州立大學師生主導的研究項目，裝置可以分析探測船在飛往冥王星沿途所收集太陽系各區的宇宙塵，測量及比較這些漂浮粒子的物理及化學性質。離開冥王星之後，研究會繼續，並且成為人類歷史上首次接觸到柯伊伯带的物體。
名字中的VBS指的是「Venetia Burney Student」，源於為當年尚是學生，而為冥王星取名的威妮夏·伯尼女士之名。

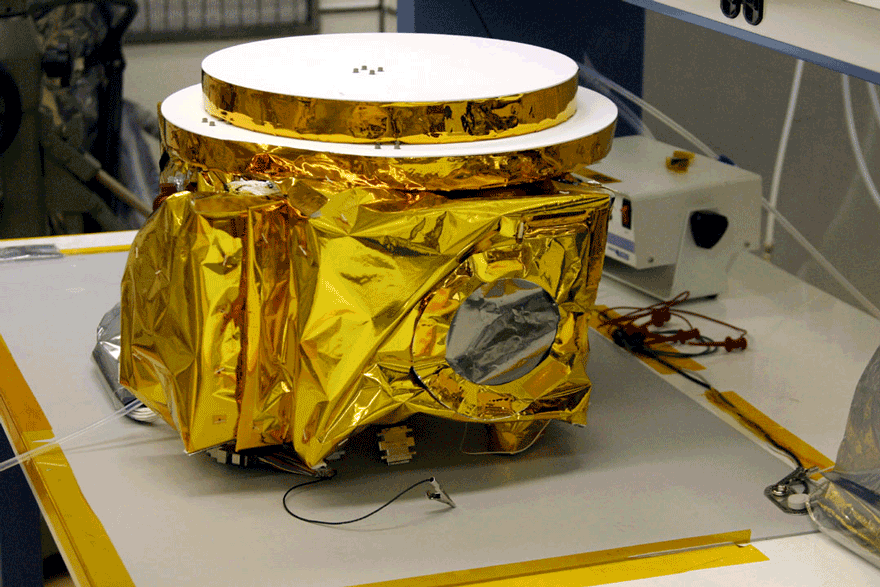
Ralph
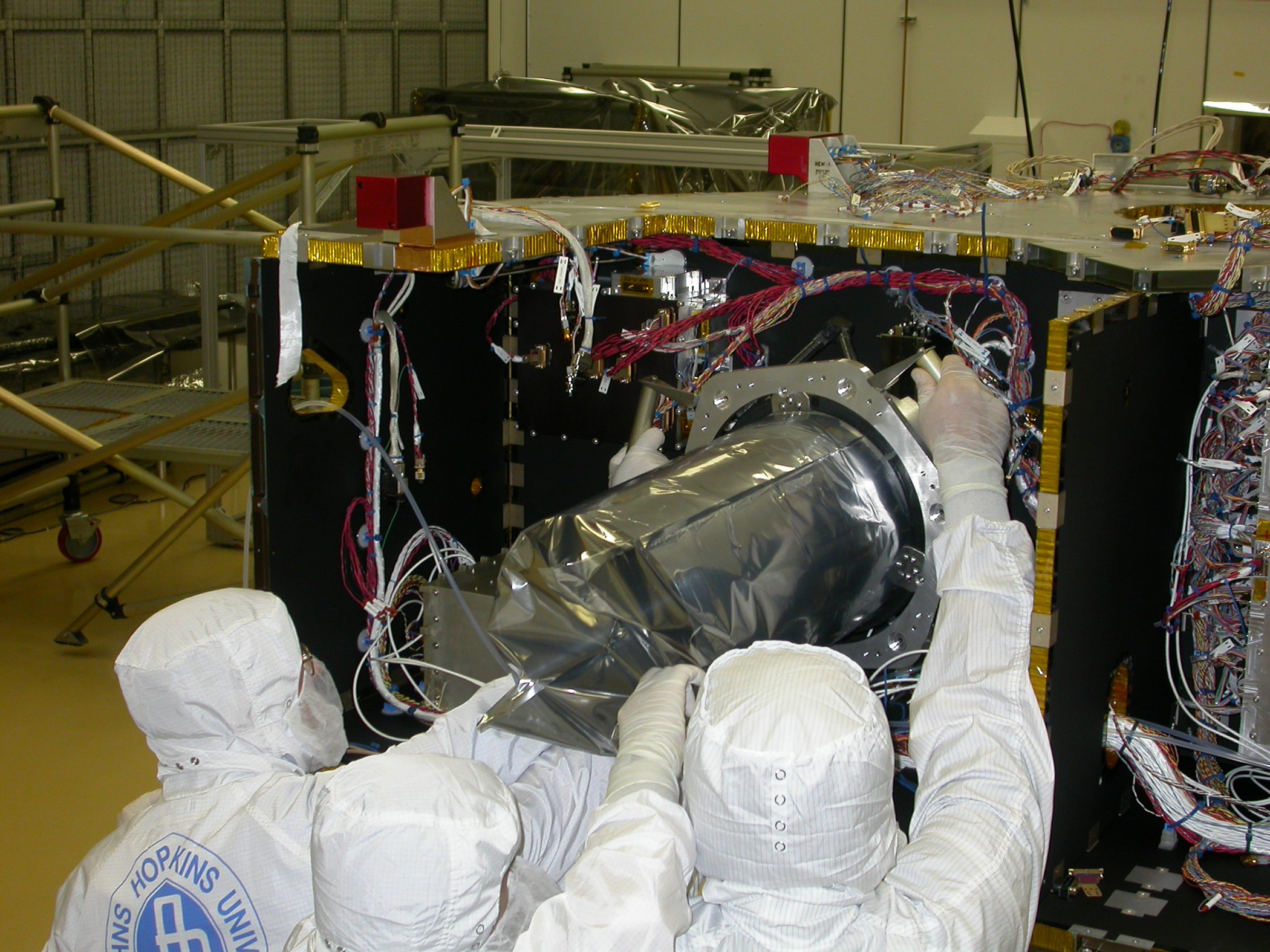
LORRI
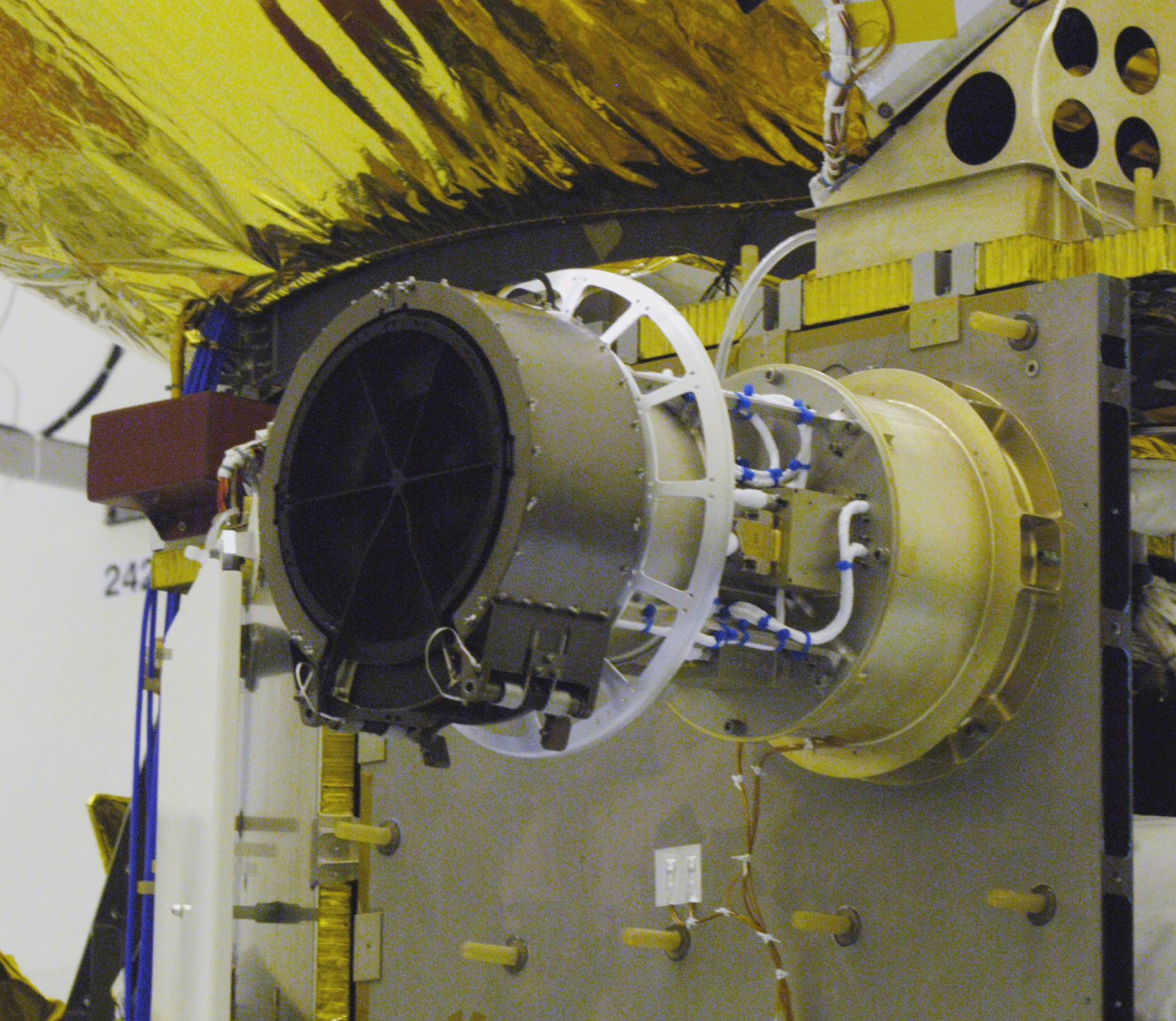
SWAP
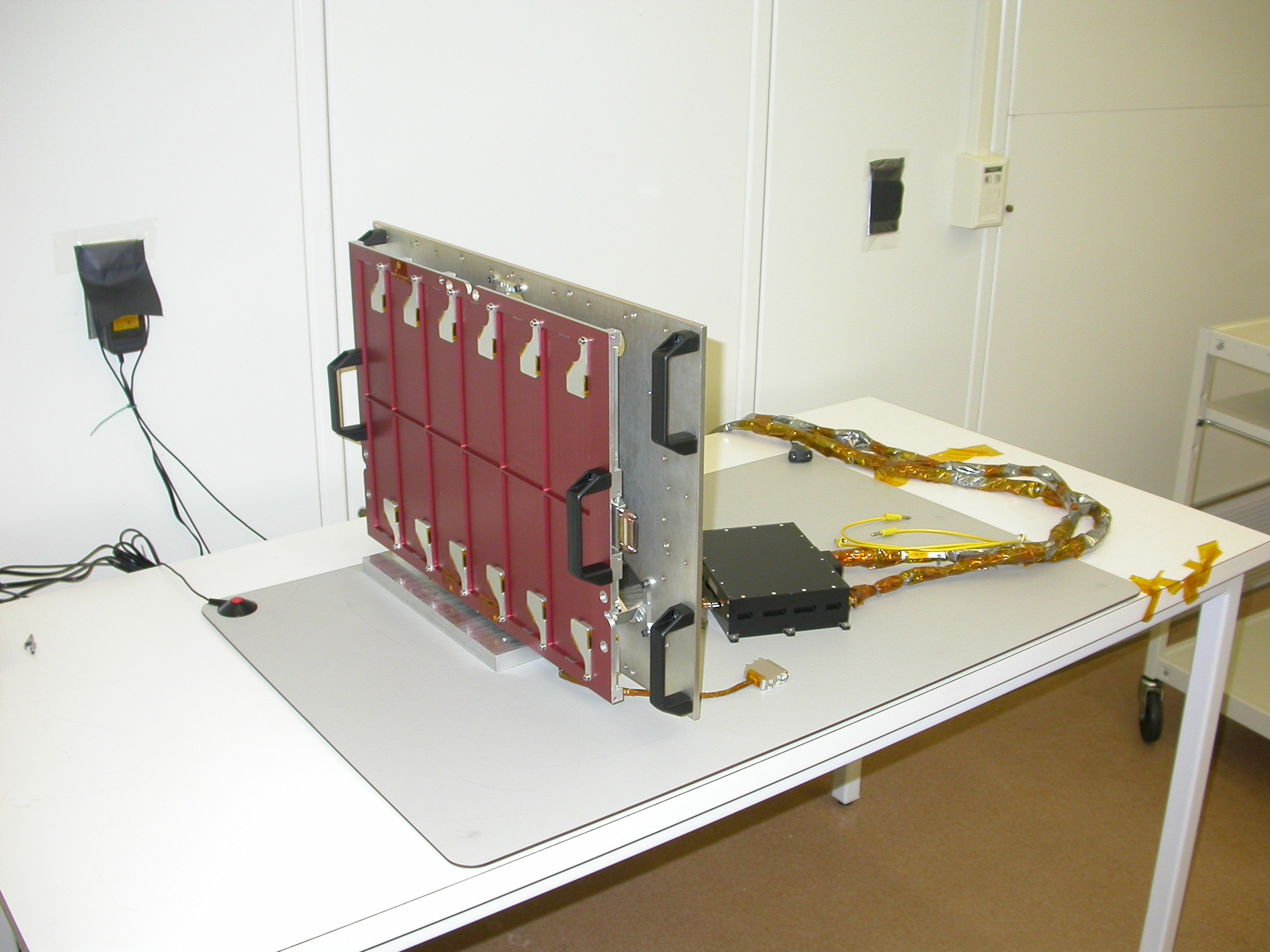
VBSDC
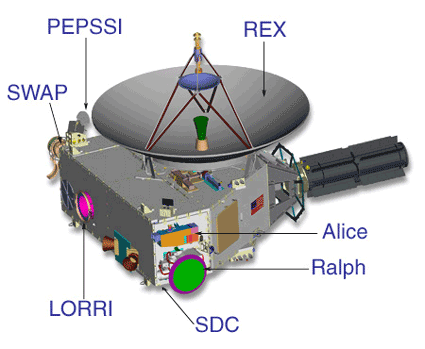
仪器的位置

### 其他資料
- 全艘探測船包括推進劑在內，重約450公斤（一千磅）
- 核能發電機是由美國能源部提供
- 保温瓶式設計的船艙，確保所有儀器機械，可以在安全的環境中工作
- 首次使用的船載再生測距存储器，將多獲取三十dB的數據
- 使用八種不同的識別信號，來顯示探測船的健康狀態
- 先進的數碼接收器可以節省60％耗電量
- 裝備有三維立體相位及陀螺仪
- 利用十六個噴嘴來控制船身位置，以便修正航道、觀察目標、改變方向接近柯伊伯带天體。
- 使用改良的「冬眠」裝置，可以節省寶貴的燃料包括核能電池
- 其他主要輔助儀器包括有：星踪導航儀及資料數據記錄器等
- 攜帶有冥王星發現人克萊德·湯博（Clyde William Tombaugh）的部分骨灰。

## 軌道校正和儀器測試
在2006年1月28日和30日，在任務控制人員引導下進行第一次的軌道校正和儀器測試 (trajectory correction maneuver，TCM)，過程分為兩個部分(TCM-1A and TCM-1B)。這兩次修正使速度總共變化了18m/s，TCM-1精確的校正使得TCM-2的校正，三次校正計畫中的第二次，得以取消。
在2月20日那一週內，控置人員進行3個機載科學儀器，Alice紫外線造影分光計、PEPSSI離子質譜儀、LORRI長距離探測成像儀，的首次飛行測試。在沒有科學測量或影像被獲得的情況下，只是儀器的電子設備測試，在Alice的例子中，顯示機電系統都能正常的運作。
在3月9日1700 UTC，控制人員執行TCM-3，三次校正計畫中的最後一次。引擎點燃了76秒，將太空船的速度大約調整了1.16 m/s。
在2007年9月25日16:04 EDT，引擎再度點燃15分又37秒，改變了太空船的速度2.37 m/s。
在2010年6月30日7:49 EDT，任務控制人員對新視野號進行了第四次的軌道校正，經過35.6秒使太空船加速了約0.44 m/s。

## 飛越火星和小行星帶
在2006年4月7日10:00 UTC，太空船飛越火星軌道，以大約21公里/秒的速度遠離太陽，與太陽的距離是2億4,300萬公里。
新視野號在2006年6月13日04:05 UTC以101,867公里的距離飛越小行星132524 APL (早先所知的臨時名稱是2002 JF56 )。目前對這顆小行星直徑的最佳估計值是大約2.3公里，新視野號對APL的光譜觀測顯示它是一顆S-型小行星。
太空船在2006年6月10-12日成功的追蹤這顆小行星，並由α望遠鏡 (α影像及紅外線成像儀/分光計)觀測影像，這讓任務小組能夠測試太空船追蹤快速移動中天體的能力。

## 木星重力助推

新視野號在2007年2月28日通過木星的近木點。

新視野號的長距離探測成像儀 (LORRI)在2006年9月4日拍下了第一張的木星照片，並於2006年12月開始對木星系統做進一步的研究。
新視野號在2007年2月28日5:43:40 UTC最接近木星時得到木星的重力助推。它以每秒21公里的相對速度接近木星 (相對於太陽是23公里/秒)。飛越木星讓新視野號遠離太陽的秒速增加了4公里，使太空船以更快的速度航向冥王星，並以2.5度的傾角飛離地球的軌道面（黃道）。到了2009年11月，太陽的引力作用已經使太空船的速度減緩至大約16.656公里/秒。新視野號是自1990的尤里西斯號(Ulysses)任務展開之後，第一艘發射後直接朝向木星航行的太空船。
在觀測木星的同時，新視野號的儀器也對木星的內側衛星進行精細的觀測，特別是阿曼爾。探測器的照相機從2006年9月4日開始觀測木星系統，測量艾奧的火山和仔細的研究4顆伽利略衛星，也研究外側距離遙遠的希馬利亞和艾華拉。太空船也研究木星的小紅斑和這顆行星稀薄的環系統。

### 木星觀測

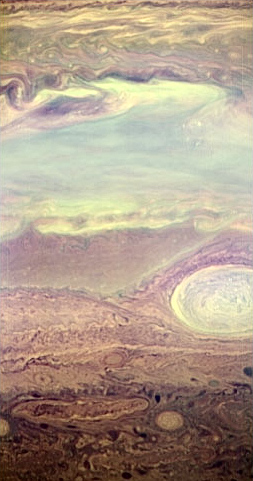
紅外線相機下的木星。

在深入觀測木星的4個月期間，最接近木星的距離是以32木星半徑 (300萬公里)。木星是有趣的，它不停地在變化，自伽利略任務結束後仍間歇性的被觀測。新視野號的儀器採用了最新的技術，特別是照相機的領域。相較於從水手號計畫衍生出來的航海家號的版本改進的伽利略號的相機，已經改善了許多。與木星的接觸還擔任了與冥王星接觸的預演，因為木星與地球的距離較近，做為通訊連結的記憶體緩衝區可以傳輸較多的負載。實際上，這個任務送回來的木星資料會比從冥王星送回來的多。木星的影像從2006年9月4日開始，之後還拍攝了一些。
接觸的主要目標包括木星雲層的動力學，但比伽列略號的觀測程式精簡了許多，並且從木星磁層的磁尾中讀取質點的資料。這艘太空船的軌道在磁尾內運行了一個月。新視野號還觀察了木星黑夜側的極光和閃電。
新視野號也提供了長圓形BA (木星上的一個風暴特徵，非正式的名稱是"小紅斑")的第一張特寫，因為這個在卡西尼號經過時仍是白點的風暴變紅了。

新視野號觀察木星的衛星埃歐上火山煙羽的動畫。

#### 木星的衛星
主要的衛星 (伽利略衛星) 在不利於觀測的位置上，意味著重力助推的瞄準點，使太空船在距離這些衛星數百萬公里之外飛越。不過，新視野號的儀器是為了小且昏暗的目標設計的，所以還是能對那些遠距離的大衛星進行有科學價值的觀測。LORRI搜尋到埃歐上火山的煙羽；紅外線能力卓越的LEISA搜尋到化學的成分 (包括歐羅巴的冰參雜物) 和夜晚側的溫度 (包括埃歐)。Alice的紫外線解析出大氣中，包括埃歐的托環，極光。
像阿馬塞爾這樣的小衛星，則改進了軌道的精確度。照相機確定了它們的位置，並做為反像光學導航之用。

## 接近冥王星
新视野号飞船最接近冥王星的时间是2015年7月14日协调世界时11:49，距离冥王星表面12472公里（7750英里），距离冥王星中心13658公里（8487英里）。2015年7月15日，世界协调时00:52:37，在冥王星系统附近22小时的无线电静默之后，遥测数据证实了一次成功的飞掠。飞行任务管理人员估计，在飞越过程中，碎片破坏探测器或其通信系统的可能性为万分之一，从而使探测器无法向地球发送数据。第二天就收到了这次飞掠的第一批细节，但是通过2kbps的数据下行链路下载完整的数据集花了15个月多一点的时间。直到2021年，对数据的分析还在继续。

## 古柏帶任務

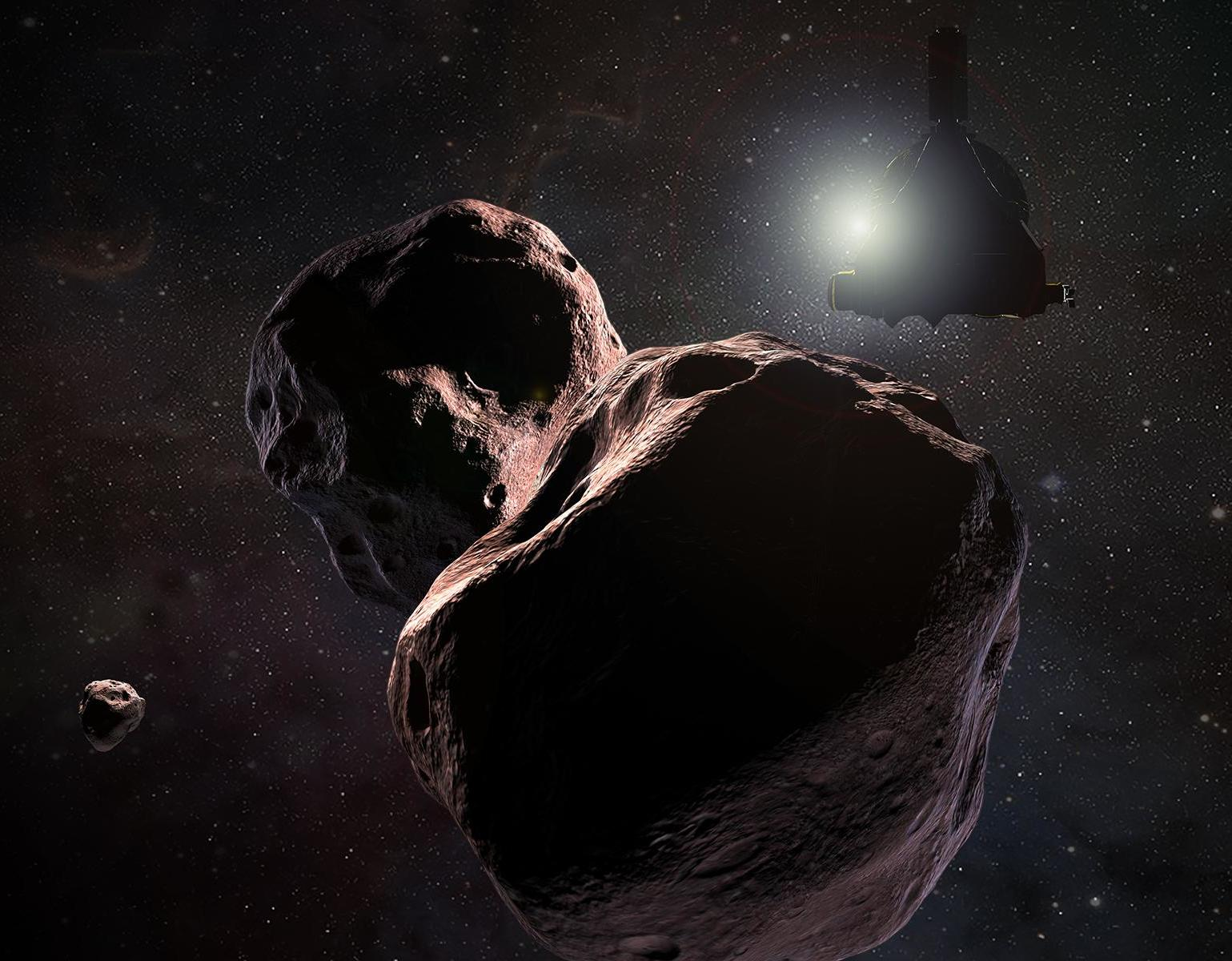
新視野號飛越古柏帶天體及其可能衛星的想像圖

在飛越冥王星之後，新視野號將繼續深入柯伊伯带。任務規劃師正在尋找直徑在50至100公里這個範圍內的柯伊伯带天體，進行類似與冥王星接觸一樣的飛越。囿於有限的機動能力，這一階段的任務只能尋找靠近新視野號飛行路徑上的合適柯伊伯带天體，而排除了任何企圖飛越像鬩神星這種比冥王星大的海王星外天體的計畫。可能的區域將會是之前努力搜索海王星外天體時未曾涵蓋過的區域，和避免過於接近銀河系的平面，因為這會使暗淡的天體難以被偵測到。
由於新視野號的飛行路徑是由掠過冥王星的航線決定的，加上剩餘的聯氨燃料有限，合適的柯伊伯带天體需在從冥王星延伸出的小於一度的圓錐區域內找到，而且距離不能大於55天文單位。一旦超過了55天文單位，所有的通訊信號會變得過於薄弱，而且放射性同位素熱電機（RTG）電功率會顯著衰減以至於影響到科學觀測。
2014年10月15日，美國太空總署用哈伯望遠鏡進行搜索後發現了三個潛在目標，新視野號工作小組把它們的代號分別定為2014 MU69（PT1,潛在目標1），2014 OS393（PT2,潛在目標2）以及2014 PN70（PT3,潛在目標3）。所有目標的直徑都估計在30到55公里之間，這樣小的體積用地面的望遠鏡是無法看到的。它們到太陽的距離在43到44天文單位間，因此新視野號的掠過時間大約在2018年－2019年間。從新視野號的燃料預算來進行初步預計，這三個目標被探測器到訪的可能性分別是100%, 7%和97%。它們均是低軌道傾角和低軌道離心率的傳統古柏帶天體，和冥王星有很大的不同。

## 里程碑
| 階段             | 日期                 | 大事記 |
| ---------------- | -------------------- | --- |
| 發射前階段       | 2001年6月8日         | 新視野號由美國國家航空暨太空總署的設計案－POSSE（Pluto and Outer Solar System Explorer）－競賽中脫穎而出。           |
| 發射前階段       | 2005年6月13日        | 太空船離開霍普金斯大学應用物理實驗室（APL）至金石太空飛行中心（GSFC）接受最後的測試。                                |
| 發射前階段       | 2005年9月24日        | 太空船裝載在C-17運輸機上，經由安德魯空軍基地以航空貨運送到卡納維爾角。                                               |
| 發射前階段       | 2005年12月17日       | 探测器被运送至发射组合体41的垂直发射台。                                                                             |
| 發射前階段       | 2006年1月11日        | 主要發射窗口開啟，但因須進一步的測試而延期發射。                                                                     |
| 發射前階段       | 2006年1月16日        | 發射用的阿特拉斯火箭被运送到发射台上。                                                                               |
| 發射前階段       | 2006年1月17日        | 第一天的發射嘗試，因為天氣不穩定（強風）被中止。                                                                     |
| 發射前階段       | 2006年1月18日        | 第二天的發射嘗試，因為APL的控制中心在早晨突然停電而中止。                                                            |
| 發射階段         | 2006年1月19日        | 在美東標準時間14：00（协调世界時19：00），由於雲層的遮蔽，經過短暫的延遲後順利發射。                                 |
| 飛越冥王星階段   | 2006年4月7日         | 探測器飛越火星軌道。                                                                                                 |
| 飛越冥王星階段   | 2006年5月初期        | 探測器進入小行星帶。                                                                                                 |
| 飛越冥王星階段   | 2006年6月13日        | 探測器在04：05（协调世界時）以101,867公里的距離飛越小行星APL（2002 JF56），並傳送回照片。                            |
| 飛越冥王星階段   | 2006年10月下旬       | 探測器離開小行星帶。                                                                                                 |
| 飛越冥王星階段   | 2006年11月28日       | 發布第一張遠距離拍攝的黯淡冥王星影像。                                                                               |
| 飛越冥王星階段   | 2007年1月8日         | 開始與木星接觸。 |
| 飛越冥王星階段   | 2007年2月28日        | 在05：43：40（协调世界時），距離230.5萬公里（2,304,537 km）處以21.219公里/秒的速度飛越木星。                         |
| 飛越冥王星階段   | 2007年3月5日         | 結束與木星的接觸。                                                                                                   |
| 飛越冥王星階段   | 2008年6月8日         | 探測器飛越土星的軌道。                                                                                               |
| 飛越冥王星階段   | 2009年12月29日       | 探測器到冥王星的距離較地球接近。                                                                                     |
| 飛越冥王星階段   | 2010年3月8日         | 探測器飛越小行星83982。                                                                                              |
| 飛越冥王星階段   | 2011年3月18日        | 探測器飛越天王星的軌道。                                                                                             |
| 飛越冥王星階段   | 2012年2月11日        | 探測器距冥王星10个天文单位。                                                                                         |
| 飛越冥王星階段   | 2013年10月25日       | 探測器距冥王星5个天文单位。                                                                                          |
| 飛越冥王星階段   | 2014年8月24日        | 探測器飛越海王星的軌道。                                                                                             |
| 飛越冥王星階段   | 2014年12月6日        | 从休眠中唤醒。 |
| 飛越冥王星階段   | 2015年1月            | 探測器远距离观测柯伊伯带天体2011 KW48，此时两者距离约为7500万千米。                                                  |
| 飛越冥王星階段   | 2015年5月15日        | 探測器所拍照片超越哈伯太空望遠鏡最佳解析度。                                                                         |
| 飛越冥王星階段   | 2015年7月14日        | 探測器在11：49（协调世界時）在12,500公里的距離上以13.78公里/秒的速度飛越冥王星（該時點冥王星距離太陽32.9天文單位）。 |
| 飛越冥王星階段   | 2015年7月14日        | 探測器在12：03（协调世界時）在28,858公里的距離上以13.87公里/秒的速度飛越卡倫。                                       |
| 飛越冥王星階段   | 2015年7月-2016年10月 | 探測器探测冥王星时的数据陆续传送回地球，并于2016年10月25日传输完毕。                                                 |
| 探索柯伊伯带階段 | 2015年11月2日        | 探測器远距离观测小行星15810，此时两者距离约为1.8个天文单位。                                                         |
| 探索柯伊伯带階段 | 2016年7月13日-14日   | 探測器远距离观测创神星，此时两者距离约为14个天文单位。                                                               |
| 探索柯伊伯带階段 | 2016年 – 2020年      | 可能飛越一或多個柯伊伯带天體（KBOs）。                                                                               |
| 探索柯伊伯带階段 | 2018年8月16日        | 探測器首次拍到小行星486958。                                                                                         |
| 探索柯伊伯带階段 | 2019年1月1日         | 探測器于05：33（协调世界時）在约3,500公里的距離上飛越小行星486958，这是人类所探测的距离地球最远的天体。              |
| 探索柯伊伯带階段 | 2019年1月–2020年     | 探測器探测小行星486958时的数据陆续传送回地球，预计需要18个月。                                                       |
| 探索柯伊伯带階段 | 2021年4月30日        | 探測器拓展阶段任务结束。                                                                                             |
| 任務結束階段     | 2038年               | 探測器將距離太陽100天文單位。如果還能工作，探測器將觀測太陽圈。                                                      |

## 現況

新視野號的最新位置。(此刻位置請進此連結)。

2012年10月16日，隨著工作小組透過哈伯太空望遠鏡發現冥王星的兩顆新衛星和眾多星體碎片，新視野號團隊發表了一篇文章，指新視野號在飛越冥王星的時候，有可能毀於冥王星衛星軌道中的星體碎片，所以現在工作小組正研究是否要改變新視野號的軌道，去避免和這些碎片碰撞，以保護新視野號。
2013年5月16日，工作小組計算過新視野號和冥王星衛星系統的軌道後，得知新視野號的路徑和冥王星衛星系統的軌道面接近垂直。也就是說，新視野號和新發現的衛星相撞的機會大減，只有在最接近時的風險較高，約0.3%的風險造成會中止任務的撞擊。因此，工作小組表示不會對既定路線做大規模變更。
目前探測器以相對於太陽14.52公里/秒, 相對於冥王星13.77公里/秒的速度飛行。從探測器發出的無線電波需歷時4個半小時才能到達地球。從探測器看到的太陽星等是−19.2。
探測器正朝著人馬座的方向進發。
探測器最新的資訊和圖片發佈在美國太空總署官方網站上。